# 矮半線二鬚魮
矮半線二鬚魮（学名：Hemigrammocapoeta nana）为輻鰭魚綱鯉形目鲤科的其中一種，被IUCN列為次級保育類動物，分布於亞洲敘利亞、約旦、以色列，體長可達12公分，棲息在湖泊、池塘或流動緩慢具石頭及植物的溪流中，繁殖期在冬季，以有機碎屑為食。

## 扩展阅读
維基物種上的相關：矮半線二鬚魮